# 留萌振興局
| 留萌振興局 管内のデータ    |                                                            |
|                            |                                                            |
| 自治体コード               | 01480-0                                                    |
| 発足                       | 2010年4月1日 （留萌支庁から改組）                          |
| 面積                       | 3,445.87 km² （2024年10月1日）                             |
| 世帯数                     | 22,433世帯 （2024年1月1日 住民基本台帳）                   |
| 総人口                     | 38,337人 （2025年5月31日 住民基本台帳）                    |
| 隣接している 振興局管内    | 宗谷総合振興局、上川総合振興局、空知総合振興局、石狩振興局 |
| 留萌振興局（旧・留萌支庁） |                                                            |
| 所在地                     | 〒077-8585 留萌市住之江町2丁目1-2                          |
| 外部リンク                 | 留萌振興局                                                 |
| 表 話 編 歴                |                                                            |

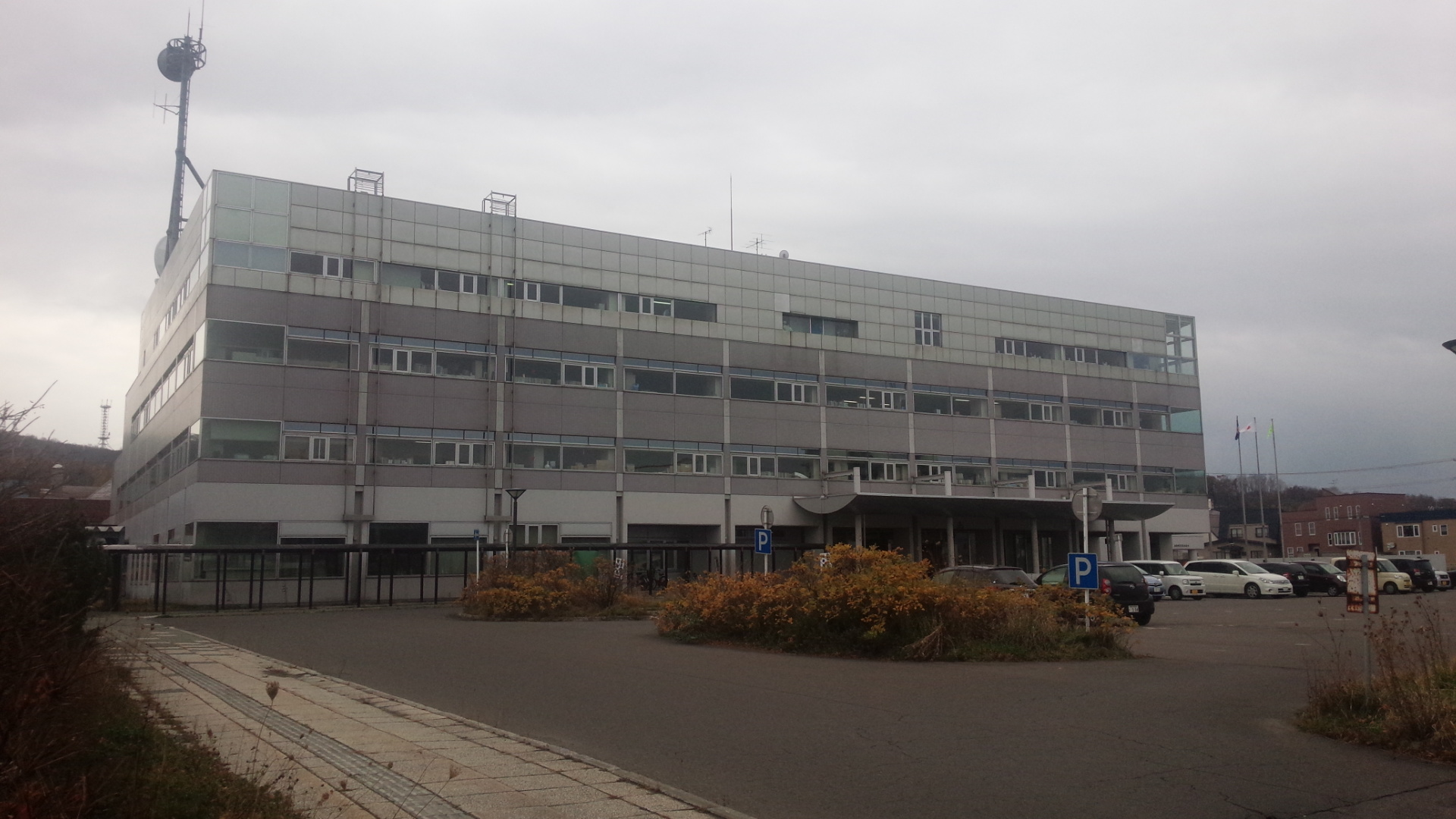
留萌振興局（留萌市）

留萌振興局（るもいしんこうきょく）は、北海道の振興局のひとつ。振興局所在地は留萌市。2010年（平成22年）4月1日、留萌支庁に代わって発足した。

## 歴史
- 1897年（明治30年） - 増毛支庁を設置。
- 1899年（明治32年） - 上川郡を上川支庁（現在の上川総合振興局）へ移管。
- 1901年（明治34年） - 中川郡を上川支庁（現在の上川総合振興局）へ移管。
- 1914年（大正3年） - 増毛町から留萌町（現在の留萌市）へ支庁を移転、留萌支庁に改称。
- 1948年（昭和23年） - 天塩郡豊富村（現在の豊富町）を宗谷支庁（現在の宗谷総合振興局）へ移管。
- 2010年（平成22年） - 留萌支庁を留萌振興局に改組、天塩郡幌延町を宗谷総合振興局へ移管。

## 所管

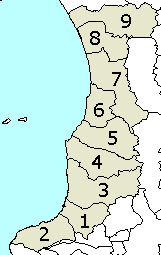
留萌振興局の自治体
1. 留萌市2. 増毛町3. 小平町4. 苫前町5. 羽幌町6. 初山別村7. 遠別町8. 天塩町
※9. 幌延町は宗谷へ移管

従来の留萌支庁管内から、宗谷総合振興局へ移管された天塩郡幌延町を除いた区域を所管する。
天塩国
- 留萌市
- 増毛郡：増毛町
- 留萌郡：小平町
- 苫前郡：苫前町 - 羽幌町 - 初山別村
- 天塩郡：遠別町 - 天塩町

14支庁を9総合振興局・5振興局へ再編する北海道総合振興局設置条例では、上川支庁から改組される道北総合振興局（どうほくそうごうしんこうきょく）の下部組織として設置される予定であったが、「格下げ」に対する反発が生じたことから2009年（平成21年）3月に条例を改正。留萌を始めとする5振興局については、総合振興局と同等の地位（地方自治法上の支庁）とされる一方で、「広域で所管することが望ましい業務」に関しては隣接する上川総合振興局が隣接する留萌振興局管内を含む上川・留萌地方全域において事務を担当する。

### 産業
南部の留萌市、増毛町、小平町以外は酪農と漁業が主産業で、小平町は稲作農業、増毛町は果樹育成や漁業に強い。留萌市の数の子輸入量と加工高は全国シェアの80%以上を占めたこともある。たらこの国内輸入と加工も全国シェアの60%以上を占めていた。19世紀は小平町、苫前町を中心にニシン漁が活況を呈した。
1910 - 1950年代までは天塩町、羽幌町、苫前町、小平町などで林業が盛んであった。天塩港は天塩川を通じて天塩国内陸部からの木材輸出、留萌港、羽幌港は鉄道（留萌本線・羽幌線）を利用しての輸出を盛んに行なっていた。
1930 - 1970年代までは羽幌町、小平町、留萌市で炭鉱町が形成され、炭鉱鉄道が管内に縦横無尽に張りめぐされていた。
現在はそれら全てが衰退し、新たな産業が生み出される事もなかったため、各自治体とも昭和22年頃と比較して人口の流出が顕著であり、全市町村が過疎地域に指定されている。

## 地理
{{{annotations}}}

## 人口

### 人口変遷
| |                                            |  |
| 留萌振興局と全国の年齢別人口分布（2005年） | 留萌振興局の年齢・男女別人口分布（2005年） |  |
| ■紫色 ― 留萌振興局 ■緑色 ― 日本全国 | ■青色 ― 男性 ■赤色 ― 女性                  |  |
| 留萌振興局（に相当する地域）の人口の推移 \| 1970年（昭和45年） \| 113,556人 \| \| \| 1975年（昭和50年） \| 89,224人 \| \| \| 1980年（昭和55年） \| 85,301人 \| \| \| 1985年（昭和60年） \| 80,398人 \| \| \| 1990年（平成2年） \| 72,935人 \| \| \| 1995年（平成7年） \| 67,308人 \| \| \| 2000年（平成12年） \| 63,056人 \| \| \| 2005年（平成17年） \| 58,710人 \| \| \| 2010年（平成22年） \| 53,105人 \| \| \| 2015年（平成27年） \| 47,912人 \| \| \| 2020年（令和2年） \| 43,050人 \| \| |                                            |  |
| 総務省統計局 国勢調査より |                                            |  |
| 1970年（昭和45年） | 113,556人                                  |  |
| 1975年（昭和50年） | 89,224人                                   |  |
| 1980年（昭和55年） | 85,301人                                   |  |
| 1985年（昭和60年） | 80,398人                                   |  |
| 1990年（平成2年） | 72,935人                                   |  |
| 1995年（平成7年） | 67,308人                                   |  |
| 2000年（平成12年） | 63,056人                                   |  |
| 2005年（平成17年） | 58,710人                                   |  |
| 2010年（平成22年） | 53,105人                                   |  |
| 2015年（平成27年） | 47,912人                                   |  |
| 2020年（令和2年） | 43,050人                                   |  |

### 都市雇用圏（10% 通勤圏）の変遷
以下は、留萌市を中心とする都市雇用圏（10% 通勤圏、中心都市の DID 人口が1万人以上）の変遷である。一般的な都市圏の定義については都市圏を参照のこと。
- 10% 通勤圏に入っていない自治体は、各統計年の欄で灰色かつ「-」で示す。

| 自治体 ('80) | 1980年                | 1990年                | 1995年                | 2000年                | 2005年                | 2010年                | 自治体 （現在） |
| ------------ | --------------------- | --------------------- | --------------------- | --------------------- | --------------------- | --------------------- | --------------- |
| 留萌市       | 留萌 都市圏 5万1419人 | 留萌 都市圏 4万4909人 | 留萌 都市圏 4万1567人 | 留萌 都市圏 3万9058人 | 留萌 都市圏 3万6806人 | 留萌 都市圏 3万3252人 | 留萌市          |
| 増毛町       | 留萌 都市圏 5万1419人 | 留萌 都市圏 4万4909人 | 留萌 都市圏 4万1567人 | 留萌 都市圏 3万9058人 | 留萌 都市圏 3万6806人 | 留萌 都市圏 3万3252人 | 増毛町          |
| 小平町       | 留萌 都市圏 5万1419人 | 留萌 都市圏 4万4909人 | 留萌 都市圏 4万1567人 | 留萌 都市圏 3万9058人 | 留萌 都市圏 3万6806人 | 留萌 都市圏 3万3252人 | 小平町          |
| 苫前町       | -                     | -                     | -                     | -                     | -                     | -                     | 苫前町          |
| 羽幌町       | -                     | -                     | -                     | -                     | -                     | -                     | 羽幌町          |
| 初山別村     | -                     | -                     | -                     | -                     | -                     | -                     | 初山別村        |
| 遠別町       | -                     | -                     | -                     | -                     | -                     | -                     | 遠別町          |
| 天塩町       | -                     | -                     | -                     | -                     | -                     | -                     | 天塩町          |

## その他
道内の振興局、総合振興局では檜山振興局・日高振興局とともに区域内に鉄道が通っていない。過去には羽幌線と留萌本線が通っていたが前者は1987年（昭和62年）に全線廃止、後者は2023年（令和5年）までに区域内の区間はすべて廃止された。